# François Maynard
François Maynard (Toulouse, 1582 - Aurillac, 23 de diciembre de 1646) es junto a Racan uno de los discípulos de Malherbe. Nació en Toulouse (Francia) y fue secretario de Margarita de Valois, que fue quien le presentó a Malherbe.
A pesar de que fue nombrado Presidente del Consejo de Aurillac, viajaba con frecuencia a París, en donde se reunía con su maestro. Fue incluso más estricto que el propio Malherbe, y sus composiciones son de una perfección asombrosa.
Miembro fundador de la Academia francesa desde 1635. Tras su fracaso como secretario de la Embajada francesa en Roma regresó a sus posesiones en 1636.